# Praia de Serrambi
Vista aérea da praia de Serrambi.
Serrambi é uma praia do município de Ipojuca, localizado no litoral sul do estado brasileiro de Pernambuco. Está situada entre o Pontal de Maracaípe e a Praia de Toquinho.
Dista cerca de 70 km da cidade do Recife, capital pernambucana. A praia é uma grande atração para turistas e pessoas que possuem casas de veraneio. Durante a maior parte do ano, as águas estão límpidas e mornas. A orla se divide em um trecho de mar aberto e outro protegido por recifes de coral. 

## História

### Etimologia
O seu nome é originado de um molusco bivalve, chamado de Cernambi, muito comum antigamente na praia, e que era coletado em grande quantidade pelos moradores locais para ser consumido como alimento.

### Localização
Serrambi está localizada no extremo sul de Ipojuca, limitando com a praia da Barra, em Sirinhaém. É próxima ao balneário pernambucano de Porto de Galinhas. Sua maior característica é a formação de ponta, com arrecifes naturais de um lado, e uma praia de tombo com ondas fortes no outro. 